# 墨氏異吻象鼻魚
墨氏異吻象鼻魚，為輻鰭魚綱骨舌魚目象鼻魚科的其中一種。被IUCN列為瀕危保育類動物，分布於非洲獅子山的Bagbé及Rokel河流域，棲息於水底，具有發電器官，用來偵測獵物，體長可達18.7公分。